# Liolaemus punmahuida
Liolaemus punmahuida es una especie de lagarto de la familia Liolaemidae, endémica de la provincia del Neuquén, Argentina.
Fue descripta por primera vez en 2003 por Ávila et al, habiendo sido localizada en el volcán Tromen. 

## Etimología
El nombre «punmahuida» es tomado del vocablo mapuche Pun Mahuida que significa «cerro negro o nublado» y es uno de los nombres por el que se conoce al volcán Tromen.

## Descripción
Pertenece al grupo Liolaemus elongatus kriegi (Espinoza et al. 2000 y Ávila et al. 2003). La coloración ventral en ambos sexos es rojo y amarillo brillante desde las extremidades anteriores a la punta de la cola, los laterales de la cabeza tienen coloración blanca y una línea negra entre la órbita y las escalas nasales. El dorso del cuerpo tiene un patrón de bandas longitudinales bien definidos. A diferencia de los demás miembros del grupo, no presenta poros precloacales.

## Hábitat
Habita en las altas pendientes del volcán Tromen, en el departamento Chos Malal del  noroeste del Neuquén, a 2900 m s. n. m.; también se han encontrado ejemplares en las laderas del volcán Domuyo, en el departamento Minas.